# Condado de Lewis (Kentucky)
O Condado de Lewis é um dos 120 condados do estado americano de Kentucky. A sede do condado é Vanceburg, e sua maior cidade é Vanceburg. O condado possui uma área de 1 284 km² (dos quais 29 km² estão cobertos por água), uma população de 14 092 habitantes, e uma densidade populacional de 11 hab/km² (segundo o censo nacional de 2000). O condado foi fundado em 1807.